# Bobby Labonte

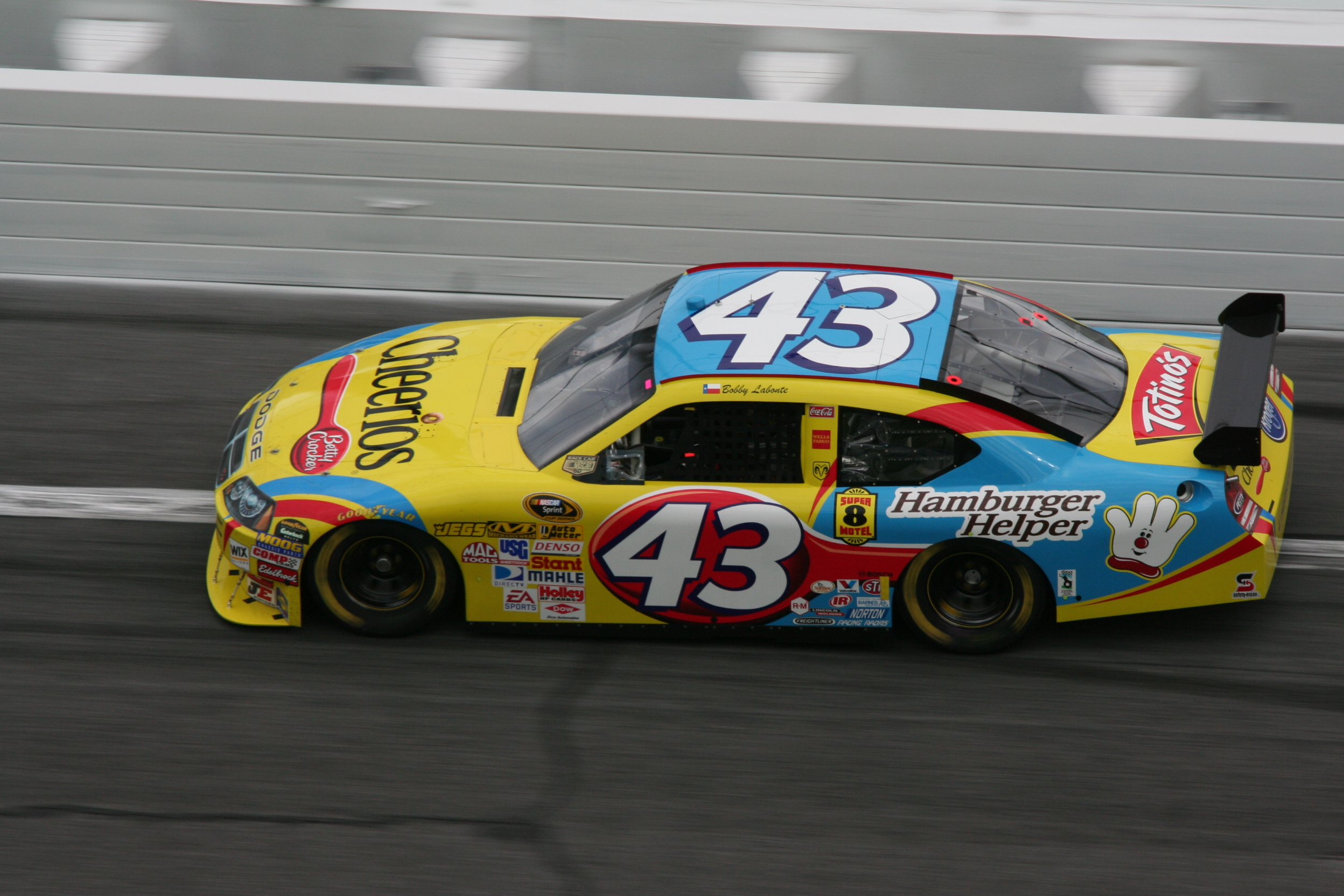
Labonte op de Daytona International Speedway in 2008

Robert Alan "Bobby" Labonte (Corpus Christi (Texas), 8 mei 1964) is een Amerikaans autocoureur. Hij won de NASCAR Busch Series in 1991 en de Winston Cup in 2000. Zijn oudere broer Terry Labonte won de Winston Cup twee keer in zijn carrière.

## Carrière
Labonte startte zijn carrière in de NASCAR Busch Series in 1982 op de Martinsville Speedway. Vanaf 1990 ging hij fulltime aan de slag in deze raceklasse. Zijn eerste overwinning in de tweede divisie van de NASCAR behaalde hij op de Bristol Motor Speedway in 1991. Hij won dat jaar nog een tweede keer, dit keer op een circuit in Clermont wat voldoende was om de titel te winnen. Datzelfde jaar reed hij voor de eerste keer in de Winston Cup tijdens de race op de Dover International Speedway. In 1992 reed hij nog een jaar fulltime in de Busch Series en werd vice-kampioen om dan in 1993 fulltime te gaan rijden in de Winston Cup. Hij won de eerste keer in de hoogste klasse van de NASCAR in 1995 op de Charlotte Motor Speedway. In 1999 vertrok hij vijf keer vanaf poleposition en won hij vijf keer en eindigde op de tweede plaats in de eindstand na Dale Jarrett.
In 2000 won hij in zijn Pontiac de races op de Rockingham Speedway, de Darlington Raceway, de Charlotte Motor Speedway en de Brickyard 400 op de Indianapolis Motor Speedway wat voldoende was om het kampioenschap te winnen voor Dale Earnhardt.
Na zijn kampioenschapstitel kon hij de goede resultaten niet meer bevestigen in de jaren die volgden. Op het einde van 2005 verliet hij het Joe Gibbs Racing team waar hij elf jaar had gereden en de titel mee had gehaald om in 2006 over te stappen naar het team van Richard Petty. Hij reed drie jaar voor het team maar kon geen overwinning boeken en in 2009 stapte hij over naar het bescheiden Hall of Fame Racing team. Hij haalde één top 5 plaats maar het team hield op te bestaan aan het einde van dat jaar. In 2010 gaat hij aan de slag met TRG Motorsports.
Labonte won tot einde 2009 eenentwintig races in de Sprint Cup, elf races in de Busch Series, nu Nationwide Series en hij won één keer een race uit de Camping World Truck Series.

## Resultaten in de NASCAR Winston/Sprint Cup
Winston/Sprint Cup resultaten (aantal gereden races, polepositions, gewonnen races en positie in het kampioenschap)
| Jaar | Races | Polepositions | Overwinningen | Kampioenschap |
| ---- | ----- | ------------- | ------------- | ------------- |
| 1991 | 2     | 0             | 0             | 64e           |
| 1993 | 30    | 1             | 0             | 19e           |
| 1994 | 31    | 0             | 0             | 21e           |
| 1995 | 31    | 2             | 3             | 10e           |
| 1996 | 31    | 4             | 1             | 11e           |
| 1997 | 32    | 3             | 1             | 7e            |
| 1998 | 33    | 3             | 2             | 6e            |
| 1999 | 34    | 5             | 5             | 2e            |
| 2000 | 34    | 2             | 4             | 1e            |
| 2001 | 36    | 1             | 2             | 6e            |
| 2002 | 36    | 0             | 1             | 16e           |
| 2003 | 36    | 4             | 2             | 8e            |
| 2004 | 36    | 1             | 0             | 12e           |
| 2005 | 36    | 0             | 0             | 24e           |
| 2006 | 36    | 0             | 0             | 21e           |
| 2007 | 36    | 0             | 0             | 18e           |
| 2008 | 36    | 0             | 0             | 21e           |
| 2009 | 36    | 0             | 0             | 30e           |
| 2010 | 36    | 0             | 0             | 31e           |
| 2011 | 36    | 0             | 0             | 29e           |
| 2012 | 36    | 0             | 0             | 23e           |
| 2013 | 28    | 0             | 0             | 34e           |